# دار سلوى
دار سلوى كان السكن الخاص لأمير الكويت الخامس عشر الشيخ صباح الأحمد الجابر الصباح الذي تُوفي في 29 سبتمبر 2020. يقع القصر في منطقة البدع، محافظة حولي في الكويت.

## تسمية القصر

الشيخة سلوى صباح الأحمد الجابر الصباح الذي سُمي القصر بإسمها

تعود تسمية القصر على الشيخة سلوى صباح الأحمد الجابر الصباح، الابنة الوحيدة للشيخ صباح الأحمد الجابر الصباح التي تُوفيت في عام 2002 بسبب سرطان الثدي.